# アフガニスタン復興支援特別措置法案
アフガニスタン復興支援特別措置法案（アフガニスタンふっこうしえんとくべつそちほうあん, 英: Draft Law on Elimination of Terrorism in Afghanistan）は、民主党が与党の新テロ対策特措法への対案として提出した法律案の略称である。正式な議案件名は「国際的なテロリズムの防止及び根絶のためのアフガニスタン復興支援等に関する特別措置法案」。通称は「テロ根絶法案」。議案番号は参議院方式では第168回国会参第13号、衆議院方式では第168回国会参法第13号。

## 概要
2007年のテロ対策特別措置法の期限切れに絡み、対テロ戦争をどうするかが議論された際、小沢一郎民主党代表のISAF支援の発案で法案が練られた。法案の骨子は抗争停止合意支援、抗争停止合意成立後の自衛隊による人道復興支援の2つの活動を実施することとし、活動期間は1年とした。
2008年1月11日に参議院本会議で採決されたが、民主党と国民新党は賛成するも、与党の自民党や公明党はアフガニスタン本土は危険地帯として反対し、自衛隊海外派遣に否定的な共産党や社民党も反対した。投票結果は賛成120票・反対118票で2票差という僅差で賛成可決し、衆議院に送付された。自民・公明・共産・社民が反対する法案が参議院で可決されたのは初めて。
1月15日が常会の会期末ということもあり衆議院では継続審議となったが、第170回臨時国会において2日間の審議を経て10月21日、衆議院で否決され廃案となった。

## 特長
この法案の特長は、次の点に集約される。
1. 抗争停止合意の形成の支援及び合意成立後の復興支援活動の実施
2. 計画実施前の国会承認と国会への報告義務
3. アフガニスタン人間の安全保障センターの設置（→参考）
4. 自衛権の発動及び国連憲章第7章のに係る対応措置に関する基本原則の制定（→保護する責任）
5. 国際の平和及び安全に対する脅威に対し直ちに必要な措置を執るための組織設置の検討（→国連緊急平和部隊）
6. 国際連合の決議に基づくテロ対策海上阻止活動に対する参加の検討（→ソマリア沖の海賊）

## 構成
1. 目的
2. 定義等
3. 抗争停止合意の形成の支援その他のための措置の実施
4. 基本原則
5. 基本計画
6. 国会への報告
7. 国会の承認
8. 基本計画の廃止
9. 本府によるアフガニスタン復興支援活動の実施
10. 自衛隊によるアフガニスタン復興支援活動の実施
11. アフガニスタン復興支援活動の終了等
12. 配慮事項
13. アフガニスタン復興支援職員の採用
14. 行政機関の職員の定員に関する法律の特例
15. 関係行政機関の職員の派遣
16. 国家公務員法の適用除外
17. アフガニスタン復興支援手当
18. 国家公務員災害補償法等の読替え
19. 関係行政機関の協力
20. 武器の使用
21. 物品の譲渡及び無償貸付け
22. 民間の協力等
23. 政令への委任
24. 基本的な法制の整備
25. 国際の平和及び安全の維持又は回復に係る取組を補完する新たな国際連合の組織の設置に係る検討
26. 国際連合の総会又は安全保障理事会の決議に基づくテロ対策海上阻止活動に対する参加の検討
27. 航行の安全確保

- 附則

## 提出理由
『我が国がアフガニスタンの復興の支援を通じて国際的なテロリズムの防止及び根絶のための国際社会の取組に寄与するため、平成十三年九月十一日にアメリカ合衆国において発生したテロリストによる攻撃に関連して採択された国際連合安全保障理事会決議第千六百五十九号を踏まえ、アフガニスタンにおける武装集団が行っている武器を用いた不法な抗争を停止し及びその停止を維持する旨のアフガニスタン政府と当該武装集団等との間の合意の形成の支援その他アフガニスタンの国内における安全及び安定の回復に資するための措置を講ずるとともに、アフガニスタンの国民の生活の安定と向上に向けた自主的な努力を支援する等の必要がある。』

## 目的
『この法律は、平成十三年九月十一日にアメリカ合衆国において発生したテロリストによる攻撃（以下「テロ攻撃」という。）に関連して採択された国際連合安全保障理事会決議第千六百五十九号を踏まえ、アフガニスタンにおける武装集団が行っている武器を用いた不法な抗争を停止し及びその停止を維持する旨のアフガニスタン政府と当該武装集団等との間の合意の形成の支援その他アフガニスタンの国内における安全及び安定の回復に資するための措置を講ずるとともに、アフガニスタンの国民の生活の安定と向上に向けた自主的な努力を支援すること等により、我が国がアフガニスタンの復興の支援を通じて国際的なテロリズムの防止及び根絶のための国際社会の取組に寄与し、もって我が国を含む国際社会の平和及び安全の確保に資することを目的とすること。』